# Agapanthe, le pays du bout du monde

Agapanthe ou Agapanthe, le pays du bout du monde est un opéra-rock français de Claude Marty créé en 1995 puis rejoué dans une autre version en  2008 2009 .

## Synopsis
À la fin du XIXe siècle à Paimpol, une seule goélette hante les quais : L'Agapanthe. Elle a été retrouvée au large des côtes sans un seul membre d'équipage.
Son armateur Louis, ruiné et ambitieux, compte sur le retour de son fils Camille pour reprendre les affaires. Mais ce dernier, revenant de ses études de Paris est passionné par le mouvement des peintres impressionnistes. Il revient à Paimpol pour annoncer à son père qu'il ne reprendra pas les affaires. 
Louis décide de conjurer le sort en réarmant le vaisseau maudit.
C'est sans compter sur Pierrick le marin révolté et influent du port. Ce dernier a perdu son père et ses frères sur le bateau. Il n'était pas du naufrage, ayant juré à sa mère Marie de ne plus partir en mer en devenant journalier et s'occupant de la culture des terres.
Sa jeune sœur Aimée est elle aussi en révolte, mais contre son avenir tout tracé. Elle ne veut pas être comme sa mère et toutes les femmes de la cité à attendre pendant les longs mois de campagne de pêche, le retour hypothétique de son mari. Elle rêve d'indépendance. Sa mère Marie essaye de la raisonner, mais Aimée est une jeune fille obstinée.
Dans ce monde où planent les spectres de la révolte et de l'indépendance, une histoire d’amour est vécue en parallèle entre deux mondes que tout oppose : celui d'Aimée et de Camille. Chacun aura à décider de ce qu’il fera de sa vie.

## Personnages
- Camille, fils de l'armateur « le peintre »
- Aimée, fille de Marie, la jeune Paimpolaise révoltée
- Pierrick, fils de Marie, le « leader » du port
- Louis, l’armateur de L'Agapanthe
- Marie, la mère de Pierrick et d'Aimée, veuve.
- Émilie, la tenancière du bar du port
- Marcelline une lavandière

## Numéros musicaux

### ActeI
- Voix off (Jacques Weber)
- Ouverture (instrumental)
- Ça commence (Camille)
- Paimpol au temps d'Islande (Troupe)
- Toute la différence 1 (Pierrick, Camille)
- Les feux de Bréhat (Pierrick)
- Toute la différence 2 (Pierrick, Camille)
- Mon seul espoir (Louis)
- Les menaces de Pierrick (Pierrick, Louis)
- Merci Mr Morand (Louis)
- Le régime des matrones (Aimée, Marie)
- Toujours attendre (Aimée, Marie, Émilie, Marcelline)
- N'écoute pas ton frère (Louis)
- Primevères et Jonquilles (Aimée, Pierrick, Camille, troupe)
- Même si elle voulait (Camille, Aimée)

### ActeII
- Voix off (Jacques Weber)
- Ceux qui sont restés (Marie)
- Agapanthe, vaisseau fantôme (Marie)
- Je sais (Louis, Camille)
- Mon fils (Louis)
- Le droit au bonheur (Aimée)
- Toute la différence 3 (Pierrick, Camille)
- Le pays du bout du monde (Pierrick, Camille, Aimée, Marie)
- De la terre à la mer (Pierrick, Camille)
- Tu partiras sans moi (Aimée, Camille)
- Chevaliers de la mappemonde (Aimée, Marie, Marcelline, Émilie)
- Encore une goutte (Camille, Émilie)
- Je ne suis pas fils d'armateur (Camille, Louis)
- La prière d'une mère à une mère (Marie)
- On peut toujours choisir (Pierrick, Camille)
- Nuit Polaire (Camille)
- Pêcheurs d'Islande (Pierrick)
- Voix off (Jacques Weber)
- Paimpol au temps d'Islande (Troupe)
- Final (Troupe)

La première version Agapanthe (album, 1995)|Agapanthe, est devenue en 2006  Agapanthe, le pays du bout du monde.
Les interprètes sont :
- Michaël Cavalier : Camille
- Cassandre Manet : Aimée
- Axel Chill : Pierrick
- Freddy Nail : Louis
- Jackie Montanari : Marie
- Marily Rose : Émilie, la patronne du café du port
- Tania : la lavandière
- Jacques Weber : voix off
- Mise en scène : Joël Cavalier
- Lumières : Joël Viot
- Son : Antoine Livenais
- Direction musicale : Michaël Cavalier
- Prise de son et mixage : Jean Pierre Teulade
- Claviers, basses, percussions, batterie, programmations : Michaël Cavalier
- Guitares, violon, mandoline : Robert Le Gall
- Tin Whistle, cornemuses : Youenne Le Berre
- Chœurs féminins : Cassandre Manet, Quatuor vocal Mavana, Jackie Montanari,
- Chœurs masculins : Marc Botrel, Michaël Cavalier, Joël Cavalier, Bruno Destephen, Fred Lopez

## Analyse de l'œuvre
Claude Marty s'est longuement documenté sur les pêcheurs d'Islande. Tout ce qui se passe dans Agapanthe est basé sur des faits réels, y compris le naufrage du bateau retrouvé au large des côtes. Il évoque notamment M. Morand dans l'une de ces chansons. Ce dernier fut le premier à armer une goélette en 1852. Dix ans plus tard, le département possède 80 navires et près de 2 000 inscrits maritimes au quartier de Paimpol périssent pendant les 83 années de l'entreprise islandaise.
Émile Zola envisageait d'écrire un roman sur le thème de la mer. Lors de son séjour, en Bretagne, il ne trouve pas l'inspiration nécessaire à son œuvre naturaliste. C'est le Pêcheur d'Islande de Pierre Loti qui fera la renommée de la cité.
Agapanthe relate l'histoire des hommes et des femmes qui ont fait la gloire de Paimpol au temps d'Islande.
Lors de la ré-écriture en 2006, Claude Marty a accès ses nouveaux textes sur la révolte sociale (le droit au bonheur, le régime des matrones, le pays du bout du monde...). La mise en scène crée des passerelles entre le XIXe siècle et l'époque actuelle.